# Anastassiya Slonova
Anastassiya Alexandrovna Slonova (en russe : Анастасия Александровна Слонова) est une fondeuse kazakhe, née le 10 juin 1991 à Ridder.

## Biographie
En activité au haut niveau depuis 2007, elle fait ses débuts en Coupe du monde en novembre 2009 à Beitostølen. Aux Championnats du monde junior, elle récolte deux quatrièmes places : en relais en 2010 et en poursuite en 2011.
En 2011, elle est sélectionnée pour ses premiers Championnats du monde senior à Oslo, terminant 54e du sprint. Elle marque son premier point dans la Coupe du monde quelques mois plus tard à Kuusamo (30e). C'est en novembre 2012 qu'elle obtient son meilleur résultat individuel avec une 16e place en sprint à Québec. Ensuite, elle est médaillée d'argent au dix kilomètres libre des Championnats du monde des moins de 23 ans à Liberec, course remportée par Ragnhild Haga.
Aux Jeux olympiques d'hiver de 2014, à Sotchi, elle termine 39e du skiathlon, 43e du dix kilomètres classique et 15e du sprint par équipes.
À l'Universiade d'hiver de 2015, à Štrbské Pleso, elle remporte la médaille d'or au sprint libre et au quinze kilomètres libre et la médaille d'argent au cinq kilomètres classique et au relais. Aux Championnats du monde 2015, son ultime compétition majeure, elle est deux fois douzième en épreuve par équipes et arrive notamment 31e du skiathlon.

## Palmarès

### Jeux olympiques d'hiver
| Épreuve / Édition | Sprint | Sprint                           | 10 km                            | 10 km     | Skiathlon 2 × 7,5 km | 30 km | Relais | Relais   |
| Épreuve / Édition | libre  | classique                        | libre                            | classique | Skiathlon 2 × 7,5 km | 30 km | Sprint | 4 × 5 km |
| JO 2014 Sotchi    | -      | Épreuve inexistante à cette date | Épreuve inexistante à cette date | 43e       | 39e                  | -     | 15e    | —        |

Légende :
- : pas d'épreuve
- — :  Épreuve non disputée par Slonova

### Championnats du monde
| Épreuve / Édition   | Sprint                           | Sprint                           | 10 km                            | 10 km                            | Poursuite / Skiathlon 2 × 7,5 km | 30 km | Relais | Relais   |
| Épreuve / Édition   | libre                            | classique                        | libre                            | classique                        | Poursuite / Skiathlon 2 × 7,5 km | 30 km | Sprint | 4 × 5 km |
| Mondiaux 2011 Oslo  | 54e                              | Épreuve inexistante à cette date | Épreuve inexistante à cette date | -                                | -                                | -     | -      | -        |
| Mondiaux 2015 Falun | Épreuve inexistante à cette date | -                                | 47e                              | Épreuve inexistante à cette date | 31e                              | -     | 12e    | 12e      |

### Coupe du monde
- Meilleur classement général : 76e en 2013.
- Meilleur résultat individuel : 16e.

#### Classements en Coupe du monde
| Année     | Classement général final | Classement distance | Classement sprint |
| 2011-2012 | 87e                      | 66e                 |                   |
| 2012-2013 | 76e                      | 63e                 | 58e               |

### Championnats du monde des moins de 23 ans
- Liberec 2013 :
  -  Médaille d'argent sur le dix kilomètres libre.

### Jeux asiatiques
- Astana / Almaty 2011 :
  -  Médaille d'or sur le relais.

### Universiades
- Štrbské Pleso 2015 :
- Médaille d'or sur le sprint
- Médaille d'or sur le quinze kilomètres (mass-start)
- Médaille d'argent sur le cinq kilomètres.
- Médaille d'argent sur le relais.